# Ariusz

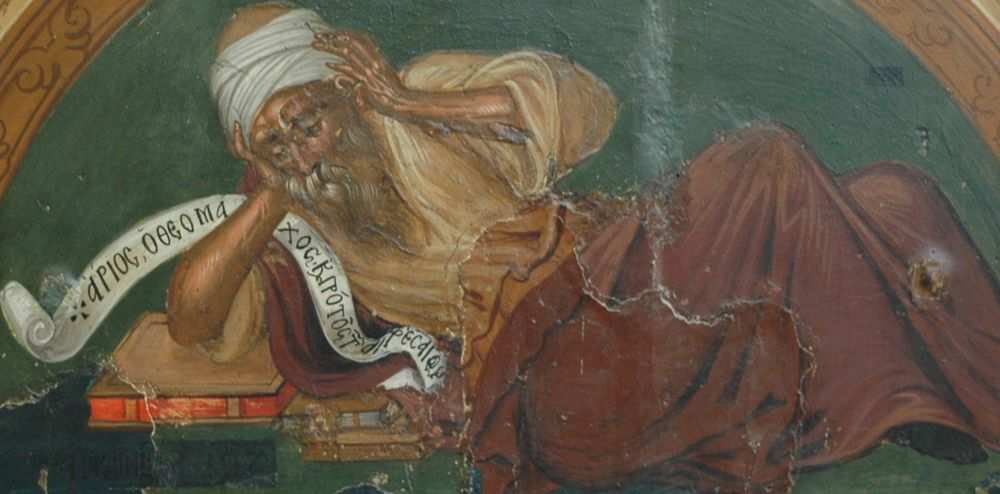
Ariusz - fragment bizantyjskiej ikony z XVI wieku przedstawiającej pierwszy sobór powszechny

Ariusz (ur. ok. 256 lub 260 w Cyrenajce, zm. 336) – wczesnochrześcijański prezbiter, teolog i poeta z Aleksandrii, Libijczyk z pochodzenia.
Jego nauka na temat relacji Boga Ojca i Syna Bożego oraz natury Bóstwa zyskała dużą popularność wśród ówczesnych chrześcijan, najpierw na Wschodzie, później również na Zachodzie, utrzymując się szczególnie długo wśród plemion germańskich. Na soborze w Nicei w 325, który orzekł współistotność i równość w Bóstwie Ojca i Syna została uznana za sprzeczną z nauką Kościoła powszechnego.
Nauka Ariusza jest nazywana arianizmem.

## Życiorys

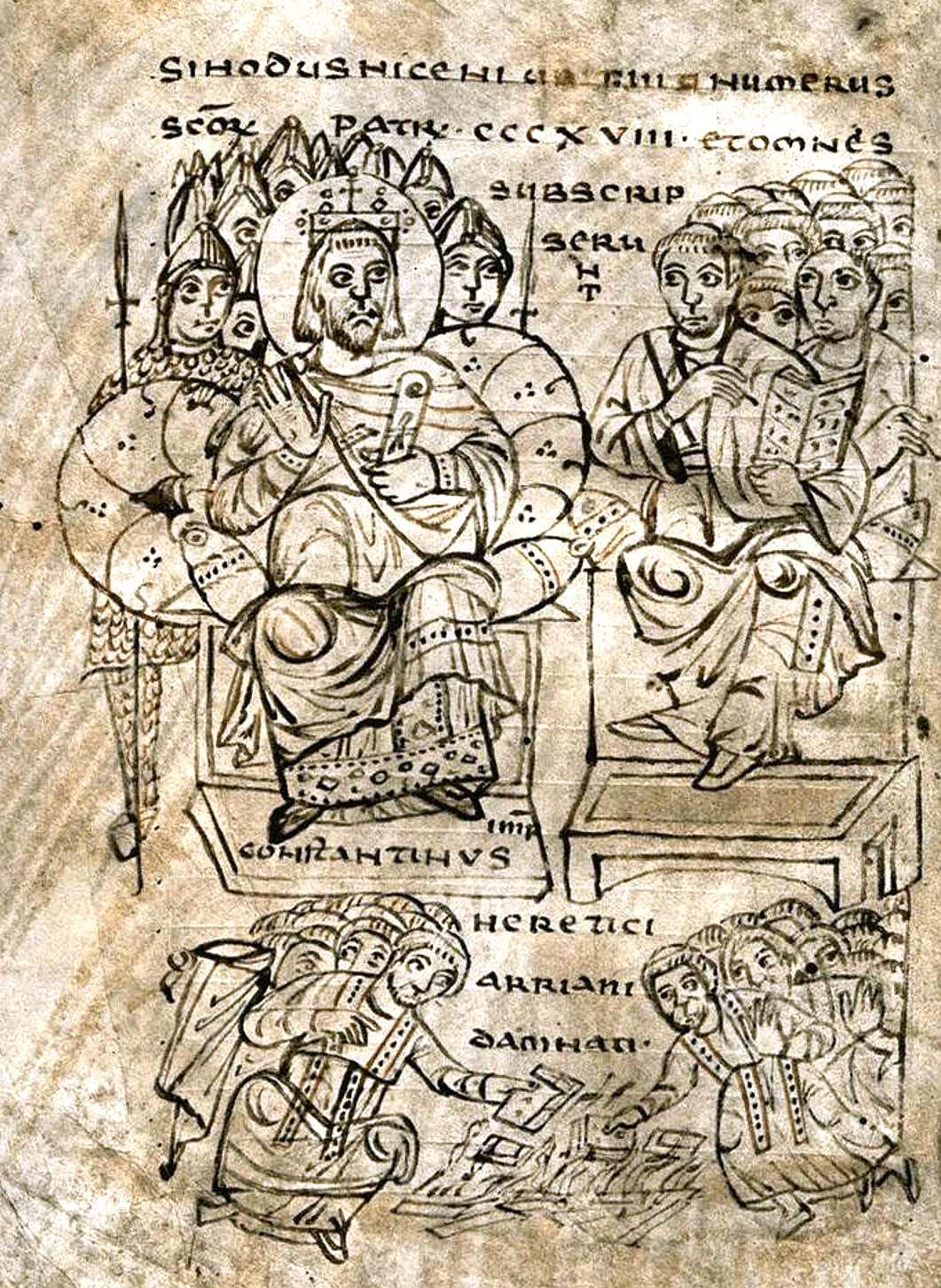
Spalenie pism Ariusza podczas obrad pierwszego soboru powszechnego w Nicei. Manuskrypt CLXV, Biblioteca Capitolare, Vercelli, ok. 825 rok

Ariusz, syn Ammoniusa, pobierał nauki u Lucjana, prezbitera z Antiochii. 
Piotr, biskup Aleksandrii udzielił mu święceń diakonatu, jednak z czasem wykluczył go z gminy chrześcijańskiej z powodów dyscyplinarnych. Następca Piotra, biskup Achillas przyjął z powrotem Ariusza i ustanowił proboszczem w portowej dzielnicy Aleksandrii zwanej Baukalis. Kolejny biskup, Aleksander zażądał wyjaśnienia głoszonych przez niego nauk, które zyskiwały na popularności, na co Ariusz zareagował oskarżeniem biskupa o herezję sabelianizmu. Swoją doktrynę zawarł w dziele Thalia (Uczta), którego fragmenty zachowały się do dziś (wraz z kilkoma jego listami) w pismach św. Atanazego z Aleksandrii. Biskup Aleksander zwołał w 318 (lub później, lecz przed 325) synod lokalny, który potępił Ariusza i jego nauki. Od początku najpoważniejszym przeciwnikiem Ariusza był Atanazy Wielki , który po śmierci abp. Aleksandra w 328 został wybrany patriarchą aleksandryjskim.
W 325 pogański cesarz Konstantyn I Wielki zwołał do Nicei synod, uznany po latach za pierwszy sobór powszechny, na którym papieża Sylwestra reprezentował biskup Hozjusz z Kordoby, będący również doradcą cesarza Konstantyna. Sobór skazał Ariusza na wygnanie, a jego księgi nakazał spalić. W 334 uczeń Ariusza, Wulfila głosił nauki swego mistrza wśród Wizygotów. Ariusz zmarł w 336 w drodze na obrady synodu, który miał go zrehabilitować i przyjąć ponownie do Kościoła. Tymczasem stworzona przez niego doktryna zyskała popularność i zagrażała ortodoksji katolickiej. W okresie rządów cesarzy Konstancjusza i Walensa, arianizm cieszył się ich poparciem.

## Wiara Ariusza
Od czasu zdławienia arianizmu, jego twórca jest uznawany za symbol kwestionowania boskości Chrystusa, czy też Jego pełnej boskości, w połączeniu z przekonaniem, że Jezus jest pierwszym z Boskich stworzeń. Na Ariusza powoływali się bracia polscy i inni unitarianie. Współcześnie całokształt jego poglądów na temat Boga Ojca i Syna Bożego jest zbudowany na podstawie pism przeciwników z czasów kontrowersji. Wprawdzie dzieła samego Ariusza prawie w całości zostały zniszczone, niemniej zachowały się pewne źródła, z których wyprowadza się twierdzenie, że jego wiara różniła się od sposobu w jaki rozumieli ją jego adwersarze. To przekonanie wpisuje się w szerszy nurt poglądów teologicznych po II Soborze Watykańskim, które cechują się podejściem rewizjonistycznym i irenistycznym oraz kwestionowaniem tradycyjnego nauczania Kościoła katolickiego. Przykładem współczesnych prób rehabilitacji Ariusza jest powoływanie się na jeden z jego listów do Euzebiusza z Nikomedii:

Lecz my mówimy i wierzymy, wcześniej zdeklarowani i teraz deklarujący, że Syn nie jest niezrodzony, ani w żaden sposób częścią niezrodzonego; oraz że nie wywodzi swojego istnienia od żadnej materii; lecz że przez wolę i zamysł istniał przed czasem i przed wiekami, jako doskonały Bóg, jednorodzony i niezmienny; oraz że nie było Go, zanim został zrodzony, lub stworzony, lub przeznaczony, lub ustanowiony, ponieważ nie był niezrodzony. Jesteśmy prześladowani, ponieważ mówimy, że Syn ma początek, podczas gdy Bóg jest bez początku.

Tymczasem Ariusz nigdy nie wierzył we współistotną (homoousios) z Bogiem Ojcem boskość Syna Bożego. Wierzył natomiast w boskość Jezusa Chrystusa na sposób adopcjanistyczny, podważając tym samym dogmat równości w Bóstwie i różnicy w osobach w Trójcy Przenajświętszej.
Od Gotów, już po śmierci Wulfili (w 383), arianizm przejęły kolejne plemiona germańskie: Gepidowie i Wandalowie. Później Alamanowie, Turyngowie i Longobardowie. Jedynie Frankowie pozostali poganami. W V wieku ludy germańskie wtargnęły do imperium rzymskiego. Władcy germańscy mianowali ariańskich biskupów i osadzali ich na biskupstwach. Zatem chrześcijaństwo ariańskie było w pełni kontrolowane przez książąt, mocodawców ariańskich biskupów. Dlatego germańscy władcy wspierali arianizm i zwalczali chrześcijaństwo nicejskie, trudne do kontrolowania przez władców. Wielu z nich siłą nawracało na arianizm swych nowych, katolickich poddanych w Galii, Hiszpanii i Afryce północnej. Wizygoci w 415 podbili Akwitanię i Prowansję. Ich król Euryk przepędził z podległego mu terytorium biskupów katolickich i osadził na ich miejscu podległych mu biskupów ariańskich. Podbiwszy w Hiszpanii germańskich Swebów, zmusił ich do przyjęcia arianizmu. W Afryce Wandalowie założyli własne państwo. Wandalscy królowie Genzeryk i Huneryk wypędzali katolickich biskupów, a nawet skazywali na śmierć za odmowę przejścia na arianizm. Dochodziło do mordowania przez żołnierzy Huneryka ludności miejscowej (niegermańskiej) zgromadzonej na nabożeństwach nieariańskich. W wyniku tej polityki wszystkie miejsca kultu w królestwie Wizygotów przeszły w ręce arian. Zmuszano ludzi do apostazji. Z tą praktyką zerwał król Hilderyk, ale został pozbawiony władzy w 532, a jego następca Gelimer powrócił do starych praktyk, gdyż arianizm był uznawany za wyznanie Germanów. Ludność miejscowa (rzymska w Italii, galorzymska w Galii, mieszkańcy Hiszpanii i Afryki Północnej) była wyznania katolickiego. Zatem konflikt religijny nakładał się na niechęć ludności rzymskiej do najeźdźców, obcych kulturowo i religijnie. Gwałty władców germańskich jedynie pogłębiały te różnice.